# Willie Dille
Wilhelmina Ruurdina „Willie“ Dille (* 2. Juni 1965 in Den Haag; † 8. August 2018 ebenda) war eine niederländische Politikerin der Partij voor de Vrijheid.

## Biographie

### Politische Laufbahn
Willie Dille arbeitete viele Jahre lang in der Betreuung von behinderten Kindern. Sie war verheiratet, hatte vier leibliche Kinder sowie Adoptivkinder.
Vom 17. Juni 2010 bis zum 20. November 2012 war Dille Mitglied der Zweiten Kammer der Generalstaaten für die rechtspopulistische Partij voor de Vrijheid (PVV) von Geert Wilders. Davor war sie vom 11. März 2010 bis zu ihrem Einzug ins Parlament Mitglied des Gemeinderats von Den Haag. Nachdem sie 2012 nicht in die Zweite Kammer gewählt worden war, ging sie im Mai 2012 in den Gemeinderat zurück.
Als Mitglied des Parlaments befasste sich Dille mit Behinderten- und Jugendpolitik, der Adoption und den Opfern von Kriegen. Sie sprach auch in Debatten über Ausgabenkürzungen in der Pflege und über die Zukunft des Algemene Wet Bijzondere Ziektekosten („Allgemeines Gesetz über außergewöhnliche Krankheitskosten“). Sie war bekannt für ihre „messerschafe Zunge“ und für ihren Humor.

### Kontroversen
Im Februar 2016 postete Dille auf Twitter ein Video, in dem sie vorschlug, Muslime mit einer Atombombe „auszurotten“. Daraufhin gab es mehrere Anzeigen gegen sie. Der Abgeordnete Selçuk Öztürk forderte den Rücktritt von Dille als Mitglied des Gemeinderates von Den Haag und richtete schriftliche Fragen zu diesem Thema an den Minister für Inneres und Königreichsbeziehungen Ronald Plasterk. Anfang Februar 2018 leitete die Gemeinde Den Haag eine Untersuchung ein, um den Wohnort von Dille zu prüfen: Gemeinderatsmitglieder müssen ihren Wohnsitz an dem Ort haben, in dem sie dem Gemeinderat angehören. Es bestand aber der Verdacht, dass Dille nicht in Den Haag, sondern in Rijswijk wohne. Die Untersuchung kam jedoch zu keinem eindeutigen Ergebnis.
Am 6. August 2018 veröffentlichte Dille ein Video auf Facebook, in dem sie angab, am Tag der Parlamentswahl in den Niederlanden 2017, am 15. März 2017 (also über ein Jahr zuvor), von einer Gruppe von Muslimen entführt und vergewaltigt worden zu sein. Die Täter hätten von ihr verlangt, im Gemeinderat „den Mund zu halten“. Sie verdächtigte das Haager Ratsmitglied Arnoud van Doorn von der islamistischen Partij van de Eenheid, den Überfall in Auftrag gegeben zu haben. Van Doorn, der Mitglied der rechten PVV von Wilders gewesen und ein „Islamhasser“ gewesen war, war 2013 selbst zum Islam übergetreten. Während seiner Zeit in der Wilders-Partei war er Dilles Mitarbeiter und als solcher von ihr entlassen worden. Dille kündigte an, ihre politische Arbeit einzustellen, da sie mehrfach mit dem Tod bedroht worden sei. Auf dem Video habe Dille müde, abgemagert und sehr verzweifelt gewirkt, schrieb die Webseite der AD.

### Suizid
Am 8. August 2018 starb Willie Dille durch Suizid, nachdem sie sich auf Facebook bei ihren Angehörigen entschuldigt hatte.
Die Vorsitzende der PVV-Fraktion im Den Haager Gemeinderat Karen Gerbrands nahm ihre verstorbene Kollegin in Schutz: Dille sei nicht labil, sondern eine starke Frau gewesen, die von der Politik nach der Vergewaltigung im Stich gelassen worden sei. Dilles Video sei entstanden „nach einem Jahr des Elends und keinerlei Unterstützung durch die Polizei oder die Bürgermeisterin“. Die Polizei teilte mit, dass Dille wegen der vermeintlichen Entführung keine Anzeige erstattet hätte und es auch keine Beweise für die Richtigkeit ihrer Angaben gegeben habe. Daher habe die Staatsanwaltschaft keine Ermittlungen eingeleitet.
Trotz Forderungen von mehreren Seiten, vor allem von Vertretern der PVV, wurden die Vorgänge um Dilles Tod nicht weiter untersucht. Wenige Tage nach Dilles Tod drohte ein bekannter Rechtsextremist aus Schiedam, öffentlich mit einem Terroranschlag, falls der Tod von Dille keine „drastischen Konsequenzen“ habe. Der Mann wurde inhaftiert und im November 2019 vom Terrorverdacht freigesprochen, wegen Waffenbesitzes jedoch zu 80 Tagen Haft verurteilt.